# Piper PA-31 Navajo
Il Piper PA-31 fu il primo bimotore executive della Piper, che, grazie alla sua capacità di 6-8 posti, fu configurato per l'impiego come aerotaxi e trasporto d'affari. Inizialmente venne soprannominato Inca, ma dal 1967 prese il nome di Navajo

## Storia del progetto
Dalla prima versione ne vennero sviluppate una con motori turbocompressi (PA-31T) e una con fusoliera pressurizzata; poco dopo, nel 1972 la produzione fu sospesa a favore del Navajo Chieftain che presentava una fusoliera più allungata e motori da 355 hp con eliche controrotanti. Un'ulteriore versione denominata Cheyenne, volò nel 1973 e a differenza della versione precedente adottava motori turboelica PT6A da 629 shp.
Nel 1980, dopo diverse migliorie si affermò il PA-42 Cheyenne III, che dotato di ala maggiorata, fusoliera allungata da 11 posti, impennaggio a "T" e turboelica PT6A da 730 shp fu sostituito dal Cheyenne IV, oggi Cheyenne 400, equipaggiato con turboeliche Garret da 1014 shp che gli permettono di raggiungere i 544 km/h.

## Versioni
PA-31 Navajo
Versione iniziale
PA-31-300 Navajo
Variante del Navajo con motori aspirati.
PA-31 Navajo B
Variante con motori Lycoming TIO-540-E da 310 CV.
PA-31 Navajo C
Variante con piccoli miglioramenti rispetto al Navajo B e motori Lycoming TIO-540-A2C.
PA-31P Pressurised Navajo
Versione pressurizzata con due motori Lycoming TIGO-541-E1A da 425 CV.
PA-31-325 Navajo CR
Variante con eliche controrotanti e motori Lycoming TIO-540 da 325 CV.
PA-31-350 Chieftain
Versione allungata del Navajo con motori da 350 CV controrotanti.
PA-31P-350 Mojave
Variante con motori a pistoni del PA-31T.
PA-31-350T1020
Variante del Chieftain ottimizzato per l'uso in compagnia aerea con meno bagagli e carburanti ma più posti a sedere.
PA-31T3
Variante con fusoliera del PA-31-350T1020 e motori, ali e coda del PA-31T Cheyenne.
PA-31-353
Versione sperimentale del PA-31-350.
T1050
Versione non costruita con fusoliera di 3,51 metri più lunga rispetto al PA-31-350.
EMB 820C
Versione del Chieftain costruito su licenza da Embraer in Brasile.
Neiva Carajá
Variante turboelica dell'EMB 820C
Colemill Panther
Variante del Navajo, costruito con due motori Lycoming TIO-540-J2B da 350 CV, elica quadripala e winglets opzionali.

## Utilizzatori

### Governativi
Costa Rica
- Servicio de Vigilancia Aérea - Fuerza Pública

2 PA-31 consegnati e tutti in servizio al febbraio 2019.

### Militari
Antigua e Barbuda
- Antigua and Barbuda Defence Force Air Wing

2 PA-31-350 consegnati a partire da novembre 2023.
 Colombia
- Fuerza Aérea Colombiana

5 PA-31T Cheyenne consegnati, 3 in servizio al luglio 2018.
 Croazia
- Hrvatsko ratno zrakoplovstvo i protuzračna obrana

2 PA-31T Cheyenne II consegnati, e tutti in servizio al marzo 2019.
 Rep. Dominicana
- Fuerza Aérea Dominicana

4 PA-31-350 consegnati, 1 in servizio all'ottobre 2019.
 Guatemala
- Fuerza Aérea Guatemalteca

2 PA-31-350 consegnati.
 Honduras
- Fuerza Aérea Hondureña

1 PA-31-350 consegnato ed in servizio all'agosto 2021.
 Mauritania
- Force aérienne de la République Islamique de Mauritanie

2 PA-31T MPA consegnati ed utilizzato per il pattugliamento marittimo.

## Velivoli comparabili
- Beechcraft Queen Air
- Cessna 402
- Cessna 414
- Aero Commander 500